# Werner Röwekamp
Werner Röwekamp (* 30. Oktober 1928 in Rostock; † 3. April 1982 in Kleinmachnow) war ein deutscher Schauspieler, Autor und Regisseur. Er wurde durch Filme der DEFA und des Deutschen Fernsehfunks einem breiten Publikum bekannt.
Nach dem Zweiten Weltkrieg Unterricht an der Schauspielschule und am Konservatorium Rostock, dort auch Debüt, dann Neustrelitz und Potsdam, Kabarett Distel, schließlich fester Regisseur beim DFF. Röwekamp wirkte auch als Schauspieler bei Film und Fernsehen. Beim DFF inszenierte er zahlreiche Folgen der TV-Reihen Polizeiruf 110 und Der Staatsanwalt hat das Wort. Bis zu seinem Tod 1982 war er mit der Schauspielerin Traute Sense verheiratet.

## Filmografie
Darsteller
- 1956: Der Hauptmann von Köln
- 1960: Flucht aus der Hölle (TV)
- 1961: Vielgeliebtes Sternchen (TV)
- 1962: Wenn Du zu mir hältst
- 1962: Freispruch mangels Beweises
- 1963: An französischen Kaminen
- 1965: Der Reserveheld
- 1966: Irrlicht und Feuer (Fernsehfilm, Zweiteiler)
- 1970: Tödlicher Irrtum
- 1974: Polizeiruf 110: Der Tod des Professors (TV-Reihe)
- 1974: Polizeiruf 110: Die verschwundenen Lords (TV-Reihe)
- 1978: Oh, diese Tante (TV)
- 1978: Brandstellen

Regisseur
- 1964: Der Narr
- 1971: Der Staatsanwalt hat das Wort: Anatomie eines Unfalls (TV-Reihe)
- 1971: Der Staatsanwalt hat das Wort: Zwei Promille (TV-Reihe)
- 1973: Polizeiruf 110: Freitag gegen Mitternacht (TV-Reihe)
- 1974: Polizeiruf 110: Konzert für einen Außenseiter (TV-Reihe)
- 1974: Polizeiruf 110: Die verschwundenen Lords (TV-Reihe)
- 1974: Polizeiruf 110: Nachttaxi (TV-Reihe)
- 1975: Polizeiruf 110: Zwischen den Gleisen (TV-Reihe)
- 1980: Der Staatsanwalt hat das Wort: Schwarze Kunst (TV-Reihe)
- 1982: Der Staatsanwalt hat das Wort: Die Wette (TV-Reihe)

## Hörspiele
- 1960: Anna und Friedrich Schlotterbeck: An der Fernverkehrsstraße 106 (Möller) – Regie: Theodor Popp (Hörspiel – Rundfunk der DDR)
- 1965: Heinz Knobloch: Pardon für Bütten (Bütten) – Regie: Wolfgang Brunecker (Kinderhörspiel – Rundfunk der DDR)
- 1968: Day Keene/Warren Brand: Naked Fury – Nackte Gewalt (Jeff) – Regie: Helmut Hellstorff (Kriminalhörspiel – Rundfunk der DDR)
- 1969: Fritz Selbmann: Ein weiter Weg – Regie: Fritz-Ernst Fechner (Hörspiel (8 Teile) – Rundfunk der DDR)
- 1974: Ernst Röhl: Minna Plückhahn will es wissen (Herbert Plückhahn) – Regie: Fritz-Ernst Fechner (Hörspiel – Rundfunk der DDR)

## Hinweise / Quellen
1. ↑  Frank-Burkhard Habel, Volker Wachter: Das große Lexikon der DDR-Stars. Die Schauspieler aus Film und Fernsehen. Erweiterte Neuausgabe. Schwarzkopf & Schwarzkopf, Berlin 2002, ISBN 3-89602-391-8.